# Ceratitis lunata
Ceratitis lunata är en tvåvingeart som beskrevs av Munro 1935. Ceratitis lunata ingår i släktet Ceratitis och familjen borrflugor.
Artens utbredningsområde är Sierra Leone. Inga underarter finns listade i Catalogue of Life.